# Diploma di ottobre
Il diploma di ottobre fu una costituzione dell'Impero austriaco adottata dall'imperatore Francesco Giuseppe I d'Austria il 20 ottobre 1860. Il diploma allargava il Parlamento fino a un numero totale di 100 membri scelti dai vari Landtag (le assemblee regionali delle terre della corona austriaca). Il diploma, che in teoria avrebbe dovuto accrescere il potere dell'aristocrazia conservatrice sulle loro terre, non riuscì però a soddisfare i liberali borghesi e i magnati ungheresi, i quali si rifiutarono di obbedire al parlamento viennese, reagendo con il mancato pagamento delle tasse. Francesco Giuseppe fu dunque costretto a fare ulteriori concessioni con la Patente di febbraio del 1861.

## Cause
Nel 1860, l'Impero Asburgico stava attraversando una fase cruciale per la sua stessa sopravvivenza.
A seguito della sconfitta della Russia nella Guerra di Crimea del 1856 l'Austria aveva visto il proprio alleato tradizionale fortemente indebolito. Inoltre, grazie all'intervento di Napoleone III nella Seconda guerra d'indipendenza italiana, l'Austria era stata costretta a cedere la Lombardia al Regno di Sardegna.
Queste sconfitte aggravarono la crisi economica dell'Austria e resero evidenti le difficoltà della burocrazia viennese. Sia i liberali che i conservatori spingevano per ottenere delle riforme, dopo quasi un decennio di assolutismo del sovrano. Inoltre, gli ungheresi e i cechi reclamavano maggiore autonomia.
Nel marzo 1860 Francesco Giuseppe concesse al Parlamento il compito di consigliarlo nell'azione di una serie di riforme. Il Parlamento, composto per lo più da esponenti dell'aristocrazia conservatrice, raccomandò un nuovo assetto basato sui principi del federalismo aristocratico. Francesco Giuseppe, pur riluttante all'idea di concedere maggiori poteri alla nobiltà, fu indotto ad accettare la proposta. L'imperatore, infatti, sperava di poter uscire dall'isolamento diplomatico nel quale si trovava creando una Santa Alleanza con lo zar Alessandro II di Russia e con il re di Prussia Guglielmo I e riteneva che adottare una politica conservatrice in politica interna potesse facilitare il successo di questa iniziativa di politica estera.
Ordinò dunque che la costituzione venisse redatta entro una settimana ponendo tuttavia alcune condizioni essenziali.

## Risultato
Il diploma di ottobre fu una vittoria per la nobiltà austriaca in quanto riorganizzava l'impero su una base federale concedendo maggiori poteri alle diete provinciali. Il Parlamento venne rafforzato e i suoi membri aumentarono a 100. Il Diploma tuttavia prevedeva che il Parlamento si dovesse riunire meno frequentemente che in passato e la sua giurisdizione copriva solo parte dell'impero. Le diete provinciali vennero monopolizzate dall'aristocrazia terriera che quindi rafforzarono il controllo sui propri possedimenti. Agli ungheresi venne concesso uno status speciale nel Parlamento che tuttavia non soddisfò le richieste dei leader magiari di maggior autonomia.
Il diploma non risolse dunque i problemi economici dell'Impero che continuò a scricchiolare sotto i colpi della crisi economica e della debolezza dell'amministrazione. Nel dicembre 1860 Francesco Giuseppe fu dunque costretto a nominare Segretario di Stato il liberale Anton von Schmerling con il compito di scrivere una nuova costituzione: la Patente di febbraio.